# Altanniki
Altanniki (Ptilonorhynchidae) – rodzina ptaków z rzędu wróblowych (Passeriformes), najbliżej spokrewniona z korołazami (Climacteridae). Występują w Australii, na Nowej Gwinei i kilku sąsiednich wyspach.

## Charakterystyka
Są to ptaki średniej wielkości o mocnych dziobach. Upierzenie ma zwykle kolorystykę płowobrązową, zieloną lub szarą; u samców połowy z gatunków jest jaskrawsze niż u samicy.
Większość żyje na terenach leśnych, niektóre na otwartych obszarach buszu. Żywią się przede wszystkim owocami.
W porze godów samce większości gatunków budują strojne altanki służące wabieniu samic. Właściwe gniazdo ma czarkowaty kształt i jest budowane tylko przez samicę. W lęgu 1–2 jaja, wysiadywane przez 19–24 dni. Po około 18–21 dniach pisklęta opuszczają gniazdo.

## Systematyka
Do rodziny zaliczane są następujące rodzaje:
- Ailuroedus Cabanis, 1851
- Scenopoeetes Coues, 1891 – jedynym przedstawicielem jest Scenopoeetes dentirostris (E.P. Ramsay, 1876) – zębatek

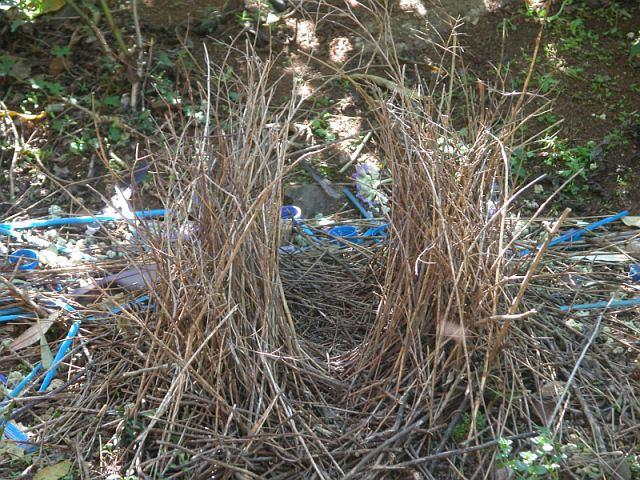
Pusta altanka altannika lśniącego

- Prionodura De Vis, 1883 – jedynym przedstawicielem jest Prionodura newtoniana De Vis, 1883 – budnik
- Amblyornis Elliot, 1872
- Sericulus Swainson, 1825
- Ptilonorhynchus Kuhl, 1820 – jedynym przedstawicielem jest Ptilonorhynchus violaceus (Vieillot, 1816) – altannik lśniący
- Chlamydera Gould, 1837